# Атомстройекспорт
ЗАТ «Атомстройекспорт» — Атомстройекспорт – російська інжинірингова компанія, одна з провідних на ринку будівництва атомних електростанцій. Головний офіс компанії розташований в Москві.

## Історія
ЗАТ «Атомстройекспорт» засновано в 1998 компаніями ВАТ ВО «Атоменергоекспорт» і «Зарубіжатоменергострой» для будівництва і експлуатації атомних електростанцій за кордоном.
За радянських часів материнською компанією - ВО «Атоменергоекспорт» - за кордоном був побудований 31 енергоблок на 9 АЕС сумарною потужністю близько 16,6 млн КВт (в тому числі АЕС Грайфсвальд в Німеччині, АЕС Богуніце в Словаччині, АЕС Темелін і АЕС Дуковани в Чехії, АЕС Козлодуй в Болгарії, АЕС Ловііса в Фінляндії). АЕС, розпочаті ще «Атоменергоекспортом», компанія «Атомстройекспорт» добудувала в Чехії і добудовує в Болгарії.

## Санкції
5 лютого 2023 року президент України Володимир Зеленський ввів у дію рішення Ради національної безпеки та оборони щодо санкцій проти атомної галузі Росії терміном на 50 років. Зокрема, санкції були введені проти акціонерного товариства "Атомстройекспорт". Серед обмежень: припинення дії торгових угод, блокування активів, заборона будь-яких торгових операцій, анулювання ліцензій, заборона передання технологій, тощо.

## Власники та керівництво
Основні акціонери компанії: «Росатом» (78,5362% акцій), ВАТ «Газпромбанк» (10,6989%), «Зарубежатоменергострой» (9,4346%), «ТВЕЛ» (1,3303%).
Голова ради директорів «Атомстройекспорт» - Локшин Олександр Маркович, Президент - Олександр Анатолійович Глухов, перші віце-президенти - Володимир Савушкін, Олександр Нечаєв, Олександр Дибов. З 7 листопада 2011 року Лимаренко Валерій Ігорович (генеральний директор ВАТ «НІАЕП») став тимчасово виконуючим обов'язки президента компанії.

## Діяльність
Компанія «Атомстройекспорт» будує атомні електростанції за кордоном і займається модернізацією АЕС, раніше зведених «Атоменергоекспортом». У 2006 загальний портфель замовлень перевищував $ 4,5 млрд ЗАТ «Атомстройекспорт» на літо 2009 року був єдиною в світі компанією, що споруджує одночасно 5 енергоблоків за межами своєї країни.
Основним типовим реактором знову споруджуваних компанією АЕС є АЕС-2006 (ВВЕР-1200) спроектованим в Атоменергопроект.

## Проекти
В Індії компанія веде будівництво АЕС Куданкулам і планує спорудження нових згідно великої програми. 
В Ірані компанія завершила будівництво першої АЕС, розпочате ще західними компаніями до антишахської революції, і планує будівництво ще декількох енергоблоків на цій та інших АЕС.
Компанія будує Тяньванську АЕС в Китаї. В кінці 2006 фірма поступилася в тендерах на будівництво реакторів для АЕС в провінціях Гуандун і Чжецзян американській компанії Westinghouse Electric Company (WEC). Заявка на участь в конкурсі була відкликана через те, що китайська сторона несподівано поставила обов'язковою умовою продовження проекту передачу технологій.
У вересні 2008 компанія заявила про наявність домовленостей з Венесуелою щодо співпраці в галузі атомної енергетики. Однак, в березні 2011 року президент Венесуели оголосив про припинення програми АЕС.
З 2010 компанія почала роботи з проектування першої АЕС Туреччини.
Також з 2010 розпочато реалізацію програми будівництва АЕС у В'єтнамі.
Згідно з міжурядовою угодою 2011 року, компанія почала будівництво першої АЕС в Білорусі.
2 листопада 2011 року Бангладеш і Росія підписали міжурядову угоду про будівництво АЕС в Руппурі.
У разі укладення контрактів, компанія має намір реалізувати власні або спільно з іноземними компаніями, розроблені проекти з будівництва АЕС (а також дослідницьких реакторів і атомних опріснювальних установок) в Алжирі, Аргентині, Єгипті, Індонезії, Йорданії, Казахстані, Марокко, Нігерії, Сирії, Чехії та в Україні. З політичних причин зупинено будівництво першої АЕС в КНДР (як і в Лівії, на Кубі та в східно-європейських країнах раніше).